# 테라시마 타쿠마
테라시마 타쿠마(寺島拓篤 , 1983년 12월 20일 ~ )는 일본의 남자 성우다. 소속사는 악셀원(元프로덕션 바오밥) 이시카와현 출신이다.

## 출연작
※굵은 글자로 표시된 배역은 주역과 메인캐릭터

### TV 애니메이션
2005년
- 응석부리지마!!(극단원)
- 블랙캣 (경관)
- 창성의 아쿠에리온(아폴로)

2006년
- 키바 (기토라)
- 스쿨럼블 2학기(학생 B)
- 창천의 권
- 히마와리!(코타로, 카쿠노신)
- 프린세스 프린세스(하루에 와타루)

2007년
- 아야카시 (남학생)
- 웰베르 이야기 ~Sisters of Wellber~(진)
- 니노미야 군에게 애도를(남학생 1)
- 지옥소녀 2기(토마루 마코토)
- 수장기공 단쿠가 노바 (쵸, 컴퓨터 아나운스)
- 멋진 탐정 라비린스(야토이 시치로)
- 세인트 비스트 ~광음서사시천사담~ (상급천사 사키)
- 체포하겠어 Full Throttle (남자, 선생님, 네가네바시, 젊은이)
- 히마와리!!(코타로, 경비원 2, 병사 1, 연구원)
- 지구로...(알프레드, 숀, 타키온)
- 블리치 (캡틴)
- PRISM ARK (에인 라센, 치자쿠라)

2008년
- 웰베르 이야기 ~Sisters of Wellber~ 2막 (진)
- 코드 기어스 반역의 를르슈 R2 (콜 척)
- 지옥소녀 3기(카사)
- 사후편지 (노지마 카나메)
- 속 안녕, 절망선생(키노 쿠니야)
- 페르소나 트리니티 소울
- 블리치 (가노(3번대))
- 마카데미 왓쇼이!(사쿠마 아타로)
- 원 아웃(카와나카 쥰이치)

2009년
- 강각의 레기오스(하이어 설리반 라이어)
- 사키 (도서위원)
- 진 안녕, 절망선생(키노 쿠니야, 남자, J 감독)-8화 일러스트도 담당
- 하늘 가는대로 (하라구치)
- 여름의 폭풍! (오카모토)
- 블리치 (유리색 공작)
- 프린세스 러버!(아리마 텟페이)
- 리스트란테

2010년
- 전설의 용자의 전설 (스이 오로라)
- 회장님은 메이드사마! (사라시나 이쿠토)
- 탐정 오페라 밀키홈즈 (스톤리버)

2011년
- 노래의☆왕자님♪ 진심 LOVE 1000% (잇토키 오토야)
- 세이크리드 세븐 (탄도우지 아르마)
- 아이돌 마스터 (아마가세 토우마)

2012년
- 메탈파이트 베이블레이드 ZERO-G (우나바라 카이토)

2013년
- 화이트 앨범2 (이이즈카 타케야)
- 노래의☆왕자님♪ 진심 LOVE 2000% (잇토키 오토야)

2014년
- 프리파라 (우사기)
- 메카쿠시티 액터즈 (키사라기 신타로)

2023년
- 제물공주와 짐승의 왕 (아누비스)

### OVA
- 안녕, 절망선생 시리즈(키노 쿠니야)

- 안녕, 절망선생 서~절망소녀 찬집~
- 옥 안녕, 절망선생

- 창성의 아쿠에리온(아폴로)
- 파파와 KISS IN THE DARK (꼬마 슌)

### 극장판 애니메이션
- 극장판 마법과 고교의 열등생: 별을 부르는 소녀
- 창성의 아쿠에리온 - 창성신화편 & 일발역전편 (아폴로)
- 흑집사: 북 오브 더 아틀란틱 (스네이크)

### 게임
- 가넷 크레이들(시라토 소우)

- 가넷 크레이들 sugary sparkle (시라토 소우)

- 이지와루 마이마스터(레온)
- 슈퍼로봇대전 시리즈

- 슈퍼로봇대전 OG ORIGINAL GENERATIONS（코우타 아즈마）
- 슈퍼로봇대전 OG 외전（코우타 아즈마）
- 슈퍼로봇대전 Z（아폴로）

- 창성의 아쿠에리온 (아폴로)
- 장갑악귀 무라마사 (미나토 카게아키)
- 아이돌 마스터 2 (아마가세 토우마)
- 아이돌 마스터 SideM (아마가세 토우마)